# 愛媛県道223号中山砥部線
愛媛県道223号中山砥部線（えひめけんどう223ごう なかやまとべせん）は、愛媛県伊予市から伊予郡砥部町に至る一般県道である。

## 概要
伊予市中山町出渕から伊予郡砥部町万年に至る。

### 路線データ
- 起点：愛媛県伊予市中山町出渕（愛媛県道42号久万中山線交点）
- 終点：愛媛県伊予郡砥部町万年（国道379号）
- 総延長：約13 km

## 路線状況

### 重複区間
- 愛媛県道221号広田双海線（伊予市中山町栗田）

## 地理

### 通過する自治体
- 愛媛県
  - 伊予市 - 伊予郡砥部町

### 交差する道路
| 交差する道路                         | 市町村名 | 市町村名 | 交差する場所 | 交差する場所 |
| ------------------------------------ | -------- | -------- | ------------ | ------------ |
| 愛媛県道42号久万中山線               | 伊予市   | 伊予市   | 中山町出渕   | 起点         |
| 愛媛県道307号野中長沢線              | 伊予市   | 伊予市   | 中山町栗田   |              |
| 愛媛県道221号広田双海線 重複区間起点 | 伊予市   | 伊予市   | 中山町栗田   |              |
| 愛媛県道221号広田双海線 重複区間終点 | 伊予市   | 伊予市   | 中山町栗田   |              |
| 国道379号                            | 伊予郡   | 砥部町   | 万年         | 終点         |

### 沿線
- 松山ロイヤルゴルフ倶楽部